# Duneviridae
Duneviridae ist eine im Jahr 2022 als Familie eingerichtete Gruppe von Viren mit Kopf-Schwanz-Aufbau vom Morphotyp B (Siphoviren).
Ihre Wirte sind Bakterien der Familie Flavobacteriaceae, was sie als Bakteriophagen, speziell Flavophagen, klassifiziert.

## Beschreibung
Die Familie Duneviridae wurde (zusammen mit anderen) aufgrund eines Vorschlags eingerichtet, der darauf abzielte, einigen zu diesem Zeitpunkt neuen bzw. noch nicht klassifizierten Viren in die offizielle taxonomische Systematik aufzunehmen, die als sog. Flavophagen Mitglieder der Bakterien-Klasse Flavobacteriia infizieren.
Die Familie umfasst als Gründungsmitglieder die drei Gattungen Ingelinevirus, Labanvirus und Unahavirus.
Diese teilen sich neun Kerngene, darunter insbesondere das Gen für das Hauptkapsidprotein (MCP).
Der Cellulophaga-Phage Ingeline_1 als exemplarischer Vertreter der Spezies Ingelinevirus Ingeline infiziert Cellulophaga sp. HaHaR_3_176 (DSM 111152).
Diese Phagengruppe ist sehr vielfältig, wie acht Isolate, Ingeline_1 bis Ingeline_8, mit einer hohen Nukleotidähnlichkeit von über 99,9 % zeigen (Ingeline_7 und Ingeline_8 wurden in den Jahren 2017 und 2018 isoliert).
Ingeline_1 hat einen Kapsiddurchmesser von 59,0 ± 5,3 nm, der „Schwanz“ hat eine Länge von 132,9 ± 19,3 nm bei einem Querschnittsdurchmesser von 11,2 ± 1,7 nm breit ist.
Das dsDNA-Genom der Ingeline-Phagen hat eine Größe zwischen 42.624 und 42.797 bp (Basenpaaren) und einen GC-Gehalt von 32,2 %.Seine Gene kodieren für ein Kapsid (MCP), den Schwanz (TCP), einen Adaptor, ein Portal und ein potenzielles Spanin-Protein. kodieren. Der im Transmissionselektronenmikroskop beobachtete Morphotyp entspricht dem der Siphoviren. Obwohl Ingeline in seinem ursprünglichen Cellulophaga-Wirt lytisch ist, kodiert das Genom auch zwei Integrasen, was auf eine potentielle Lysogenität hinweist.

## Systematik

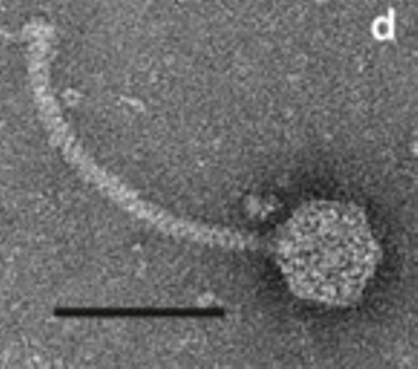
Negativ gefärbte TEM-Aufnahme von Phage laban6-1 (vB_FspS_laban6-1, Labanvirus laban). Balken: 100 nm.

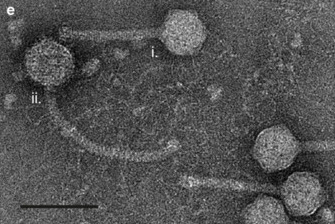
Negativ gefärbte TEM-Aufnahmen von Flavobacterium-Phagen
i. tooticki6-1 (B_FspS_tooticki6-1, Muminvirus tooticki) und
ii. laban6-1 (vB_FspS_laban6-1, Labanvirus laban). Balken: 100 nm.

Die Systematik der Duneviridae ist nach International Committee on Taxonomy of Viruses (ICTV), ergänzt um Vorschläge nach der Taxonomie des National Center for Biotechnology Information (NCBI) in Hochkommata mit Stand 29. April 2025 (MSL#40v1) wie folgt:
Familie Duneviridae
- ohne zugewiesene Unterfamilie
  - Gattung Ingelinevirus
    - Spezies Ingelinevirus ingeline, mit
      - Cellulophaga-Phage Ingeline_1[9] alias DSM 111236[10]

– Wirt: Cellulophaga sp. HaHaR_3_176
– Fundort: SW vom Dünenhafen, Insel Düne, Helgoland, Nordsee; 21. März 2017
    - Spezies „Cellulophaga-Phage Ingeline_2“
    - Spezies „Cellulophaga-Phage Ingeline_3“
    - Spezies „Cellulophaga-Phage Ingeline_4“
    - Spezies „Cellulophaga-Phage Ingeline_5“
    - Spezies „Cellulophaga-Phage Ingeline_6“
    - Spezies „Cellulophaga-Phage Ingeline_7“
    - Spezies „Cellulophaga-Phage Ingeline_8“

  - Gattung Labanvirus
    - Spezies Labanvirus laban (Flavobacterium-Virus Laban), mit
      - Flavobacterium-Phage vB_FspS_laban6-1 (vB_FspS_laban6-1)[11][6]

– Wirt: Flavobacterium sp. LMO6
– Fundort: in 2 m Tiefe, ca. 10 km östlich der Küste von Öland, Schweden, durch das Linnaeus Microbial Observatory (LMO)[12] am 16. September 2015[6]

  - Gattung Unahavirus (Flavobacterium-Phagencluster III, 4 Spezies)[13]
    - Spezies Unahavirus uv1H (im Vorschlag Unahavirus 1H, Flavobacterium-Virus 1H), mit
      - Flavobacterium-Phage 1H[14]

– Wirt: Flavobacterium psychrophilum MH1[15]
– Fundort: Chile, Marine Harves, 2008
    - Spezies Unahavirus uv23T (im Vorschlag Unahavirus 23T, Flavobacterium-Virus 23T), mit
      - Flavobacterium-Phage 23T

– Wirt: Flavobacterium psychrophilum T23[15]
– Fundort: Santiago, Chile, 2009
    - Spezies Unahavirus uv2A (im Vorschlag Unahavirus 2A, Flavobacterium-Virus 2A), mit
      - Flavobacterium-Phage 2A[16][A. 4]

– Wirt: Flavobacterium psychrophilum A2[15]
– Fundort: Chile/Los Angeles, 2009
    - Spezies Unahavirus uv6H (im Vorschlag Unahavirus 6H, Flavobacterium-Virus 6H), mit 
      - Flavobacterium-Phage 6H

– Wirt: Flavobacterium psychrophilum MH1[15]
– Fundort: Chile, Marine Harves, 2008
      - Spezies „Flavobacterium-Phage FPSV-D15“
      - Spezies „Flavobacterium-Phage FPSV-D17“
      - Spezies „Flavobacterium-Phage FPSV-D35“
      - Spezies „Flavobacterium-Phage FPSV-F7“

## Namensherkunft (Etymologie)
Der Name der Familie Duneviridae verweist auf die Insel Düne, Nachbarinsel von Helgoland, wo die Ingeline-Phagen, Mitglieder der Familie, in Wasserproben entdeckt wurden; der Suffix ‚-viridae‘ kennzeichnet Virusfamilien.
Der Gattungsname Ingelinevirus bezieht sich auf den Phagen Ingeline_1 als exemplarischen Vertrete (sowie die anderen Ingeline-Phagen).
Ingeline ist ein Vorname friesischen Ursprungs, der Sprache, die auf Helgoland inklusive Düne gesprochen wird.
Der Gattungsname Unahavirus ist ein Kofferwort, beannt nach dem exemplarischen Phagen 1H – lateinisch una ‚eins‘ (feminin) und ‚Ha‘ als Name des Buchstabens ‚H‘.
Der Gattungsname Labanvirus ist benannt nach dem exemplarischen Phagen FspS_laban6-1 (kurz laban6-1).
Dessen Name verweist augenscheinlich auf kleine Gespenst Laban einer schwedischen Zeichentrickserie – ähnlich wie viele andere Bezeichnungen der von schwedischen Forschern isolierten Flavophagen sich auf schwedische Kindergeschichten beziehen, z. B. sind die die Mumins Namensgeber von Phagen der Gattung Muminvirus wie Mumin und Tooticki, und Pippi Langstrumpf ist Namensgeberin für die Spezies Pippivirus Pippi.